# Douglas Silva
Douglas Silva född 1988 i Rio de Janeiro, Brasilien, är en brasiliansk skådespelare känd för sina roller i filmerna Guds stad och Människornas stad.

## Filmografi, i urval
- 2002 - Guds stad
- 2003 - Människornas stad